# Episteira nigrifrons
Episteira nigrifrons là một loài bướm đêm trong họ Geometridae.